# Horsham (dystrykt)
Horsham – dystrykt w hrabstwie West Sussex w Anglii.

## Miasta
- Horsham
- Steyning

## Inne miejscowości
Adversane, Amberley, Ashington, Ashurst, Barns Green, Billingshurst, Bines Green, Blackstone, Botolphs, Bramber, Broadbridge Heath, Broadford Bridge, Buncton, Codmore Hill, Coldwaltham, Colgate, Coneyhurst, Coolham, Cootham, Copsale, Cowfold, Crabtree, Dial Post, Dragon’s Green, Edburton, Faygate, Five Oaks, Gay Street, Greatham, Hardham, Heath Common, Henfield, Itchingfield, Kingsfold, Lambs Green, Littleworth, Lower Beeding, Mannings Heath, Maplehurst, Marehill, Monk's Gate, North Heath, North Horsham, North Stoke, Nutbourne, Nuthurst, Parham, Partridge Green, Pulborough, Rackham, Rock, Rowhook, Rudgwick, Rusper, Sedgwick, Shermanbury, Shipley, Slinfold, Small Dole, Southwater, Storrington, Sullington, Thakeham, The Haven, Tisman's Common, Upper Beeding, Warminghurst, Warnham, Washington, Watersfield, West Chiltington, West Chiltington Common, West Grinstead, Wiggonholt, Wineham, Wiston, Woodmancote.